# Colgate-Palmolive
Colgate-Palmolive Company er et multinationalt selskab som fremstiller personlige hygiejne produkter, blandt andet sæbe, vaskepulver, tandpasta, tandbørster etc. Blandt deres kendte mærker er Colgate tandpasta og rengøringsmidlet Ajax.
Under varemærket Hill producerer selskabet også veterinære produkter.
I 1806 stiftede William Colgate virksomheden under navnet William Colgate & Company. Firmaet producerede blandt andet den første tandpasta samme år.